# David Bowie at the Kit Kat Klub (Live New York 99)
David Bowie at the Kit Kat Klub (Live New York 99) is een livealbum van de Britse muzikant David Bowie. Het album werd opgenomen op 19 november 1999 in de Kit Kat Klub in New York tijdens de Hours Tour, een tournee ter promotie van Bowie's korte tijd eerder verschenen album 'hours...'. Op 2 april 2021 werd het album uitgebracht op streamingdiensten, cd en vinyl. Het concert werd enkel gegeven voor genodigden en winnaars van prijsvragen. De show werd gefilmd als onderdeel van de serie American Express Blue Concert en werd op 7 december 1999 uitgezonden op de radio. Daarnaast werd het concert op diezelfde dag gestreamd op het internet - een van de eerste keren dat dit gebeurde - maar de stream werd geplaagd door technische problemen. Enkele maanden later werd een promotionele cd uitgebracht met twaalf nummers uit de show. Het album maakt deel uit van Brilliant Live Adventures, een set van zes livealbums die in de tweede helft van de jaren '90 waren opgenomen.
Vijf nummers die tijdens het concert werden gespeeld, kwamen niet op het album terecht. Dit zijn "Drive-In Saturday", "Cracked Actor", "Ashes to Ashes", "Repetition" en "Rebel Rebel".

## Tracklist
| Nr. | Titel                                 | Schrijver(s)          | Duur |
| --- | ------------------------------------- | --------------------- | ---- |
| 1.  | "Life on Mars?"                       | Bowie                 | 4:42 |
| 2.  | "Thursday's Child"                    | Bowie, Reeves Gabrels | 5:16 |
| 3.  | "Something in the Air"                | Bowie, Gabrels        | 4:49 |
| 4.  | "China Girl"                          | Bowie, Iggy Pop       | 4:09 |
| 5.  | "Can't Help Thinking About Me"        | Bowie                 | 3:00 |
| 6.  | "Always Crashing in the Same Car"     | Bowie                 | 3:46 |
| 7.  | "Survive"                             | Bowie, Gabrels        | 4:32 |
| 8.  | "Stay"                                | Bowie                 | 6:34 |
| 9.  | "Seven"                               | Bowie, Gabrels        | 4:00 |
| 10. | "Changes"                             | Bowie                 | 3:54 |
| 11. | "The Pretty Things Are Going to Hell" | Bowie, Gabrels        | 4:09 |
| 12. | "I'm Afraid of Americans"             | Bowie, Brian Eno      | 5:11 |

## Personeel
- David Bowie: zang, akoestische gitaar
- Page Hamilton: lead- en slaggitaar
- Mark Plati: slaggitaar, akoestische gitaar, basgitaar, achtergrondzang
- Gail Ann Dorsey: basgitaar, slaggitaar, achtergrondzang
- Sterling Campbell: drums, percussie
- Mike Garson: piano, toetsen
- Holly Palmer: achtergrondzang, percussie
- Emm Gryner: achtergrondzang